# Вертикаль (фильм)
«Вертика́ль» — советский художественный фильм на тему альпинизма, дипломная работа режиссёров Станислава Говорухина и Бориса Дурова. Премьера фильма состоялась в июле 1967 года.
После выхода на экраны этой картины увеличилась популярность Владимира Высоцкого и его песен.

## Сюжет
Группа альпинистов под руководством опытного Виталия Ломова, бывшего фронтовика, отправляется в Сванетию для покорения горы Ор-Тау. По пути они заходят в селение, где живёт пожилой Виссарион — друг Ломова и отец альпиниста Илико, погибшего в горах.
По прибытии к горе внизу обустраивается базовый лагерь, в котором остаются радист Володя и врач Лариса, а четверо альпинистов отправляются на вершину.
На следующий день Володя получает сообщение о приближении циклона и передаёт приказ группе сойти с маршрута. Принявший радиограмму альпинист Геннадий перед выбором — выполнить приказ и спуститься вниз, оставив вершину непокорённой, или рискнуть и пойти на штурм вершины (а тогда Геннадий заслужит и уважение Ларисы, которой явно симпатизирует). Он решает скрыть эту информацию от своих спутников.
Альпинисты достигают вершины, но на спуске с неё их настигает снегопад и гроза. Одного из альпинистов ранит молния, у Геннадия — обморожение рук.
Покорителей ожидает трудный путь назад, в базовый лагерь. Группа разделяется на две пары — Геннадий и Ломов спускаются вниз, оставив Риту и раненого Александра в снежной пещере с небольшим запасом еды. По пути в базовый лагерь Геннадия поражает снежная слепота. Он вместе с Ломовым случайно натыкается на палатку, засыпанную снегом. В палатке им удаётся разжечь примус и немного согреться. Ломов обнаруживает записку, из которой становится ясно, что её автор — Илико, который сломал ногу во время восхождения и погиб от холода. Когда примус погас, Геннадий признался спутнику, что он знал о подходе циклона, но скрыл информацию от товарищей. Ломов принимает это без эмоций и спускается вниз в одиночестве. Ему удается достичь базового лагеря и привести помощь, все герои спасены.

## В ролях
Имена почти всех главных героев-альпинистов (кроме Виталия Ломова) соответствуют актёрам, которые их сыграли.
| Актёр              | Роль                                             |
| ------------------ | ------------------------------------------------ |
| Владимир Высоцкий  | Володя, радист                                   |
| Лариса Лужина      | Лариса, врач                                     |
| Геннадий Воропаев  | Геннадий, альпинист, скрывший радиограмму        |
| Георгий Кульбуш    | Виталий Петрович Ломов, руководитель экспедиции  |
| Маргарита Кошелева | Рита, альпинистка                                |
| Александр Фадеев   | Александр Никитин, альпинист, поражённый молнией |
| Бухути Закариадзе  | Виссарион, отец погибшего альпиниста Илико       |
| Леонид Елисеев     | радист, немец                                    |
| Расми Джабраилов   | Юртайкин (нет в титрах)                          |
| Светлана Живанкова | девушка, встречающая Геннадия (нет в титрах)     |

## Съёмочная группа
- Авторы сценария: Сергей Тарасов, при участии Николая Рашеева
- Режиссёры-постановщики: Станислав Говорухин, Борис Дуров
- Автор и исполнитель песен: Владимир Высоцкий
- Композитор и аранжировщик песен: Софья Губайдулина
- Режиссёр: Степан Пучинян
- Государственный симфонический оркестр кинематографии
  - Дирижёр: Владимир Васильев
- Оператор: Альберт Осипов
- Художник: Михаил Заяц
- Тренер по альпинизму: Михаил Ануфриков

- В создании фильма принимали участие альпинисты, мастера спорта СССР: М. Ануфриков, Л. Елисеев, Д. Кахиани, Ш. Маргиани, Л. Неведомская, Е. Персианов, Г. Прокошин, С. Якимов, Э. Багдасаров, Д. Черешкин, М. Шурдумов и др.
- Лидия Додынкина (Неведомская) дублировала Ларису Лужину.

## Сценарий
По воспоминаниям Сергея Тарасова, основой сценария послужил рассказ его шурина Владимира Копалина, поднимавшегося в 1965-м на пик Ленина: «У меня была история не о том, что люди лезут в горы, а про неизвестного солдата, так сказать, который выполнил самую трудную работу в горах, чтобы доказать, что не виноват в трагедии, случившейся на прошлом восхождении». Отснятый материал Тарасова не воодушевил, однако после знакомства с Высоцким сценарист решил, что с его балладами в фильме появятся «и смысл, и ясность».
Рабочее название сценария — "Одержимые". По воспоминаниям Александра Кузнецова, ему пришлось дорабатывать сценарий во время съёмок фильма.

## Съёмки
Фильм снимали в Приэльбрусье с 21 июля по 28 декабря 1966 года на чёрно-белую плёнку. Для того, чтобы актёры смогли качественно сыграть альпинистов, для них проводили специальное обучение: они осваивали ледоруб, жили в палатках, учились ходить в связке, поднимались на высоту до 3000 метров и сдавали все альпинистские нормативы. После завершения съёмок актёры получили значки «Альпинист СССР».
На роль радиста Высоцкий был приглашён после отказа от съёмок Юрия Визбора. Сценарий Высоцкому показался малоинтересным, но его подкупила возможность выступить автором и исполнителем песен. На своих концертах и встречах со слушателями Владимир Высоцкий рассказывал о съёмках в этом фильме:

Когда спрашиваешь альпинистов, зачем они штурмуют вершины, ни один не может объяснить. Заслуженный мастер спорта по альпинизму Елисеев на мой вопрос, зачем он когда-то впервые полез в горы и почему делает это до сих пор, ответил: «Сперва, чтобы проверить, что я есть за человек. А сейчас просто любопытно, что за люди кругом?» Знаете, в горах нельзя надеяться на скорую помощь и на милицию, там может помочь только твой друг, его рука, ты сам и случай. Когда мы делали фильм, пытались ответить на вопрос: «А зачем собственно люди ходят в горы? Что их там привлекает?» И пока киногруппа пыталась ответить на этот вопрос, я написал несколько песен альпинистских для себя и своих друзей. Альпинисты, услышав песни, попросили вставить их в картину. Через большое сопротивление (имеется в виду киностудия) их вставили.

## Музыка и песни
В фильме звучат следующие авторские песни В.Высоцкого:
- «Песня о друге» («Если друг оказался вдруг…») — написана ночью под впечатлением рассказа консультанта фильма Леонида Елисеева о подъёме в 1955 г. по северному склону Главного Кавказского хребта — по вине одного из альпинистов с ним сорвались ещё четверо, получив различные травмы, а один остался посередине ледового склона без страховки; Елисеев из последних сил поднялся на 70 м и вызвал по рации спасателей[2] [5].
- «Свои обиды каждый человек…»;
- «Военная песня» («Мерцал закат, как блеск клинка…»). Другое название — «Баллада об альпийских стрелках»;
- «Вершина» («Здесь вам не равнина…») — съёмочная группа пошла на выручку альпинистам из ЦСКА, восходившим на пик Вольная Испания и простоявшим трое суток на 30-сантиметровом карнизе в одной связке с погибшим от камнепада товарищем[2];
- «Прощание с горами» («В суету городов и в потоки машин…») — появилась, когда, просмотрев смонтированную версию фильма, съёмочная группа решила, что окончанию фильма не хватает завершённости, некой эмоциональной составляющей[2].

Песня «Скалолазка» («Я спросил тебя: „Зачем идёте в гору вы?“…») в фильм не вошла — как и сцена, в которой её предполагалось использовать. Считается, что песня посвящена Рите Кошелевой.
Четыре песни из фильма («Прощание с горами», «Песня о друге», «Вершина» и «Военная песня») вышли в октябре 1967 года на гибкой грампластинке «Песни из кинофильма Вертикаль» (фирма «Мелодия»). Тексты песен были напечатаны там же на конверте пластинки.

### Дополнительные факты
- Отрывок фонограммы «Песни о друге» из фильма («художественный свист») был использован в 1-м и 10-м выпусках мультсериала «Ну, погоди!».
- Фонограмма песни «Свои обиды каждый человек…» из фильма является её единственным авторским исполнением[7].
- Ларисе Лужиной — своей партнёрше по фильму — Владимир Высоцкий посвятил песню «Она была в Париже», написанную в августе 1966 года там же на съёмках.
- За первые 12 месяцев кинопроката фильм «Вертикаль» посмотрели 13,0 млн. зрителей (Источник: «Сведения о количестве зрителей, посмотревших фильмы за 12 месяцев демонстрации по данным на 1 октября 1968 (фильмы выпуска 3 квартала 1967)». М.: Изд-во Управление кинофикации и кинопроката, 1969 г.).